# Distriktsrabbinat Wassertrüdingen
Das Distriktsrabbinat Wassertrüdingen entstand nach den Vorschriften des bayerischen Judenedikts von 1813 in Wassertrüdingen, einer Stadt im mittelfränkischen Landkreis Ansbach in Bayern.    
Im Jahr 1865 wurde das Distriktsrabbinat Wassertrüdingen dem Rabbinatsbezirk Wallerstein inkorporiert.

## Aufgaben
Die Aufgaben umfassten Beratungen über Schulangelegenheiten, die Verwaltung von Stiftungen und die Verteilung von Almosen. Zur Finanzierung der Distriktsrabbinate wurden Umlagen von den einzelnen jüdischen Gemeinden bezahlt.

## Gemeinden des Distriktsrabbinats
- Jüdische Gemeinde Wassertrüdingen

## Distriktsrabbiner
- bis 1852: Joseph Buttenwieser (* 7. Oktober 1780 in Wassertrüdingen; gest.  20. Juni 1852 ebenda)
- ab 1853: Aaron Bär Grünbaum (* 15. Oktober 1811; gest. 9. Dezember 1893 in Ansbach), Rabbinatsverweser
- bis 1857: Meyer Feuchtwang (* 3. April 1814 in Pappenheim; gest.  19. Januar 1888 in Nikolsburg), Rabbinatsverweser
- bis 1865: David Weißkopf (* 1798 in Gunzenhausen; gest. 1882 in Kleinerdlingen), Rabbinatsverweser